# Ctenotus schomburgkii
Espèce
Synonymes
- Lygosoma schomburgkii Peters, 1863
- Hinulia muelleri Fischer, 1882
- Lygosoma fischeri Boulenger, 1887

Ctenotus schomburgkii est une espèce de sauriens de la famille des Scincidae.

## Répartition
Cette espèce est endémique d'Australie. Elle se rencontre en Australie-Occidentale, dans le Territoire du Nord, au Queensland, en Australie-Méridionale et en Nouvelle-Galles du Sud.

## Étymologie
Cette espèce est nommée en l'honneur de Moritz Richard Schomburgk (1811–1891).

## Publication originale
- Peters, 1863 : Eine Übersicht der von Hrn. Richard Schomburgk an das zoologische Museum eingesandten Amphibien, aus Buchsfelde bei Adelaide in Südaustralien. Monatsberichte der Königlich Preussischen Akademie der Wissenschaften zu Berlin, vol. 1863, p. 228-236 (texte intégral).